# Dargida polluta
Dargida polluta är en fjärilsart som beskrevs av Paul Dognin 1905. Dargida polluta ingår i släktet Dargida och familjen nattflyn. Inga underarter finns listade i Catalogue of Life.